# Büyükköy (Ovacık)
Büyükköy (türkisch für Grossdorf) ist eine ländliche Siedlung (Köy) im Landkreis Ovacık der türkischen Provinz Tunceli. Im Jahre 2011 lebten in Büyükköy neun Menschen.